# Cumbe Mayo
Cumbe Mayo, ou Cumbemayo, est un site archéologique situé à 20 km au sud-ouest de la ville de Cajamarca, au Pérou, à 3 500 m d'altitude. Il comprend un canal d'irrigation taillé dans la roche et une série de pétroglyphes aux alentours, le tout dans une zone de formations rocheuses volcaniques.

## Datation
Le canal et les pétroglyphes de Cumbe Mayo auraient été réalisés entre les XVe et Xe siècles av. J.-C.. Les pétroglyphes rappellent toutefois ceux de la culture Chavin, qui commence seulement vers 900 av. J.-C. dans la région.

## L'aqueduc
La principale attraction de Cumbe Mayo (qui signifierait rivière étroite en Quechua de Cajamarca) est le canal d'irrigation ou aqueduc. Il s'agit d'un canal d'environ 9 km de long, soigneusement creusé dans la roche volcanique pour détourner l'eau des collines vers des champs de culture et un grand réservoir, qui se trouvait vraisemblablement à l'origine au pied de la colline Santa Apolonia.
En se dirigeant vers l'aqueduc, on peut observer des escaliers taillés dans la pierre et une pierre sculptée qui servait probablement d'autel de cérémonie.
L'aqueduc descend ensuite des collines vers la ville de Cajamarca, sur environ 5 km de long. Il amenait l'eau des hautes terres vers la vallée située en contrebas, ce qui était particulièrement précieux en période de sécheresse.

## Les pétroglyphes
Aux alentours, une grande falaise évoque une tête humaine, dont une grotte serait la bouche et où des pétroglyphes indéchiffrables ont été trouvés. Certaines parois de l'aqueduc et les rochers et abris de la région présentent d'autres pétroglyphes, où les visiteurs pensent voir des images anthropomorphiques. Ces symboles incompris ne permettent malheureusement pas de mieux cerner les personnes qui les ont gravés.

## Los Frailones
Los Frailones sont des piliers volcaniques massifs, certains s'élevant jusqu'à plus de 18 m de haut. Ces forêts de pierre apparaissent soudainement dans le paysage, contrastant fortement avec les plaines plates et herbeuses autour de Cajamarca.
Les nombreux piliers, sculptés par le vent et la pluie, ont pris de nouvelles formes, ressemblant à des mains et même à des animaux, et permettant à l'esprit d'errer dans ce décor naturel. Certains identifient, dans ces formations géologiques impressionnantes et rares, les formes de moines en procession, d'où le nom de frailones, mot espagnol pour les frères.

## Galerie

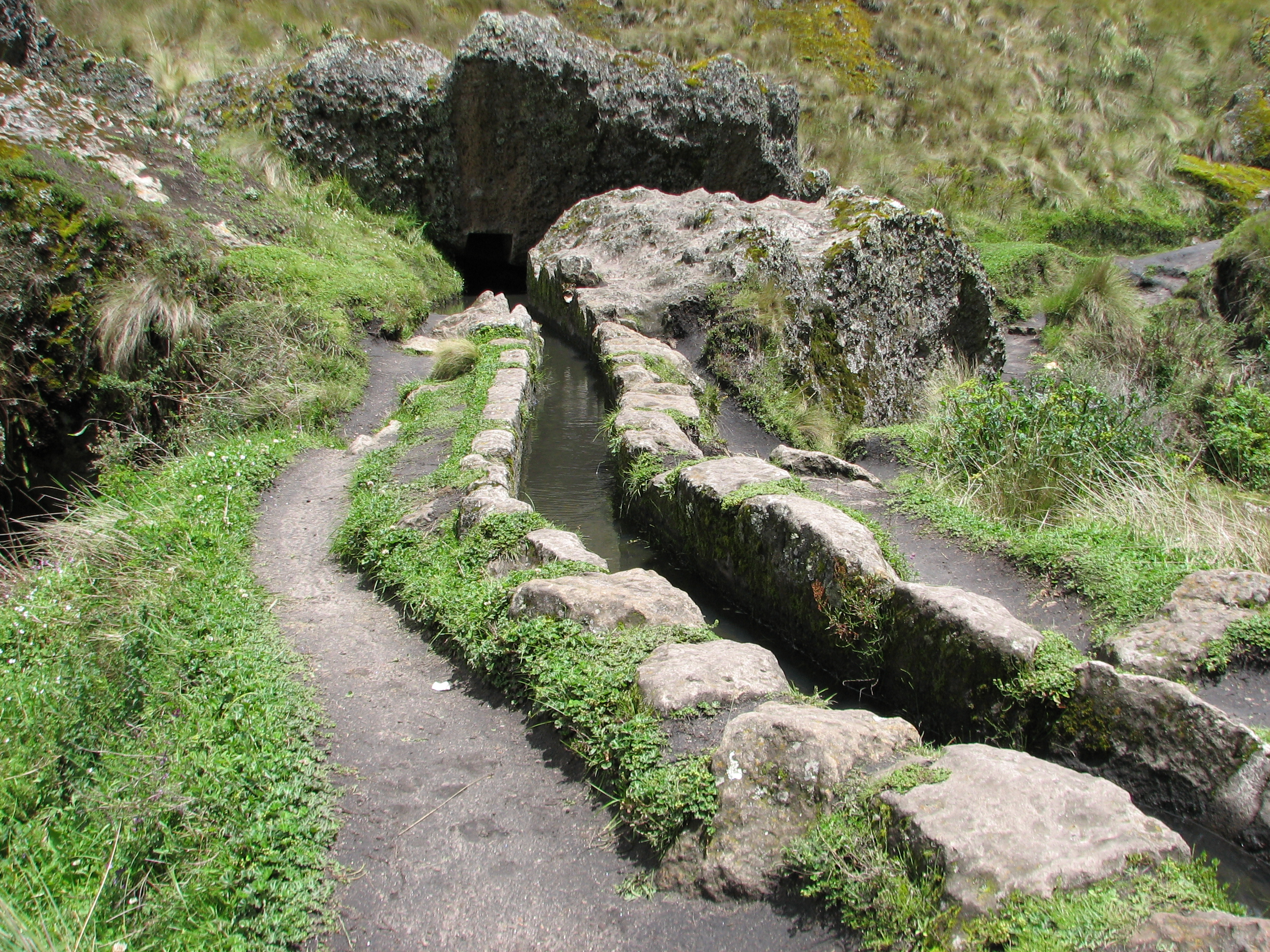
L'aqueduc
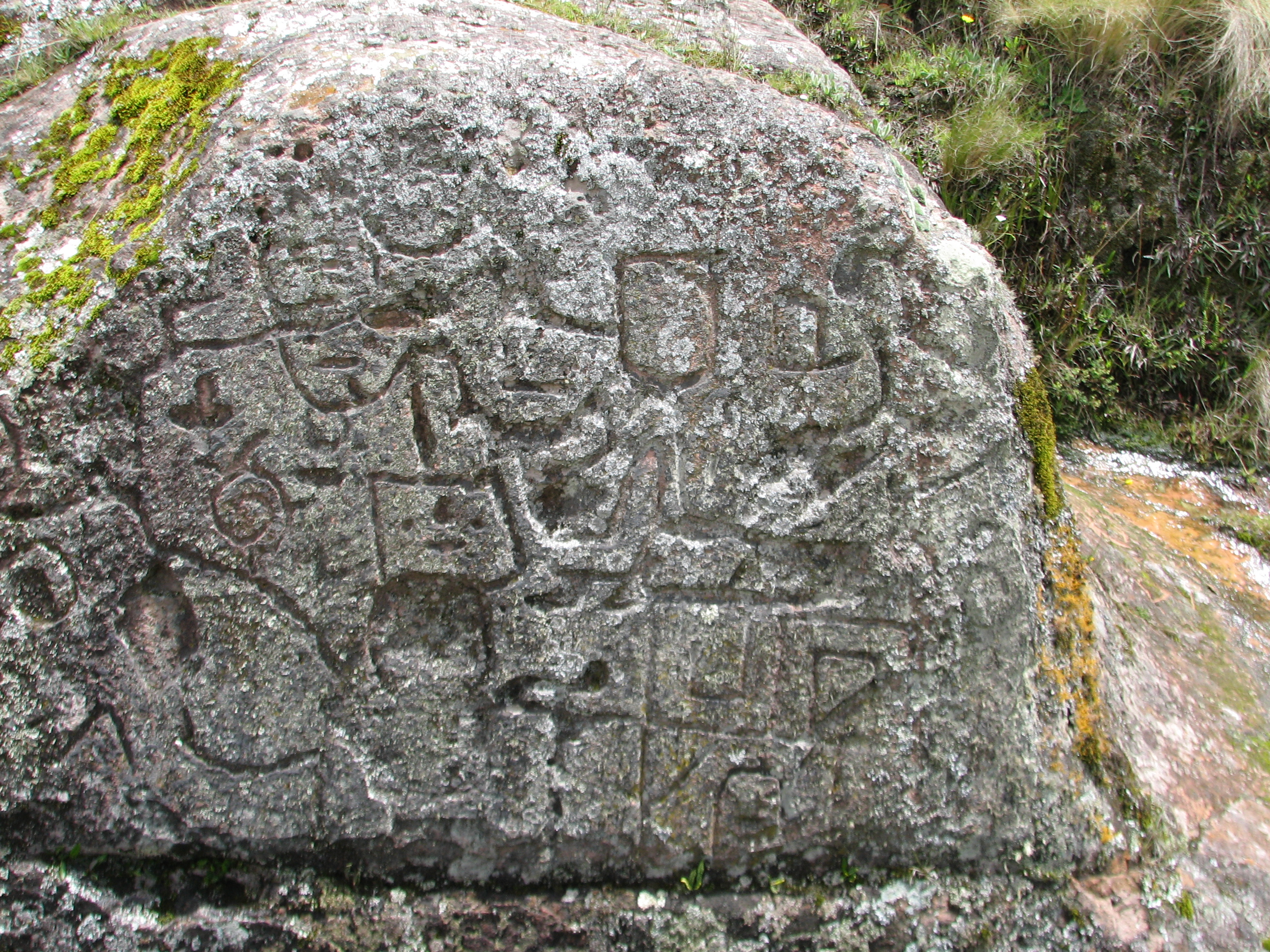
Pétroglyphes de Cumbe Mayo
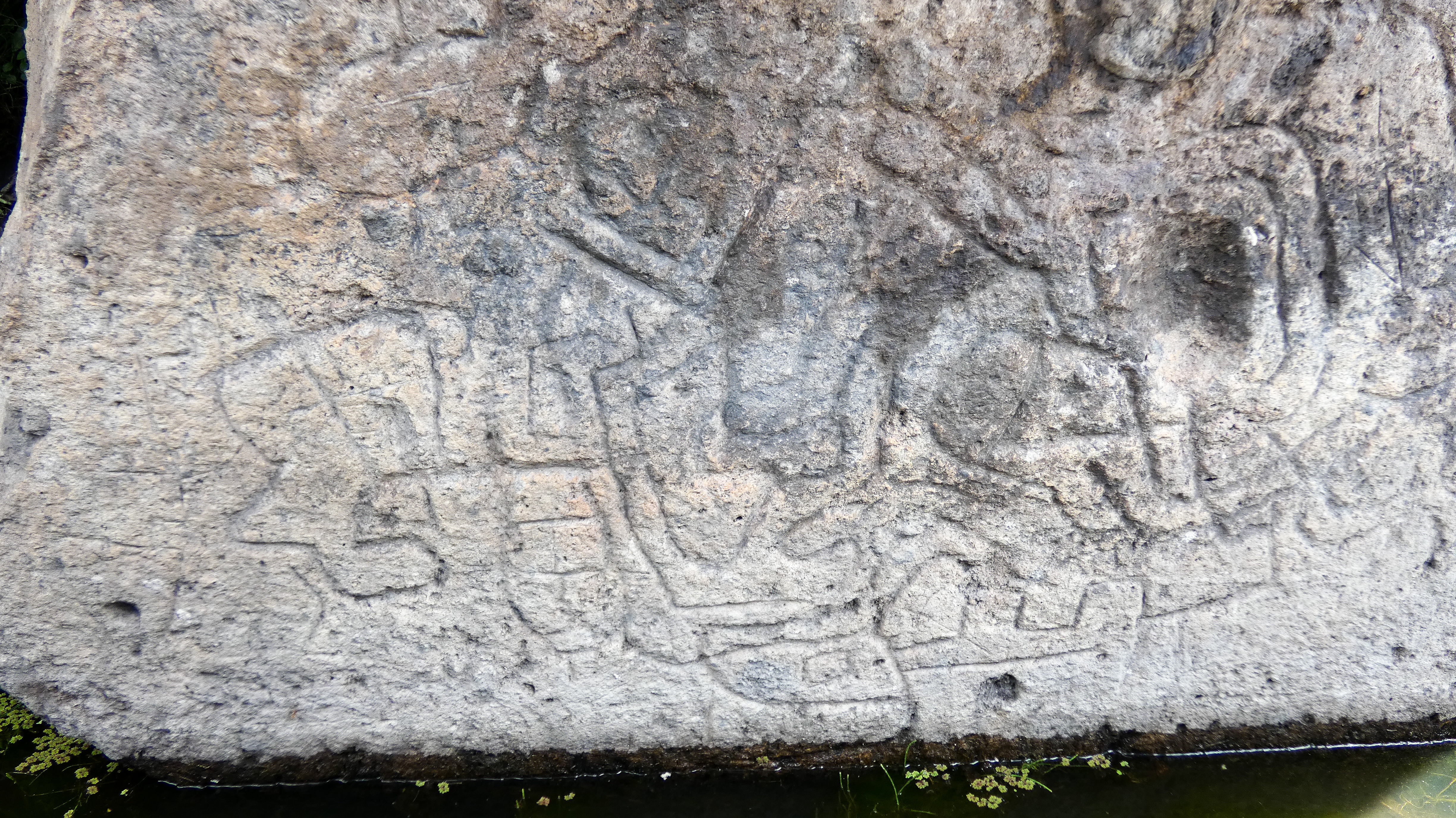
D'autres pétroglyphes
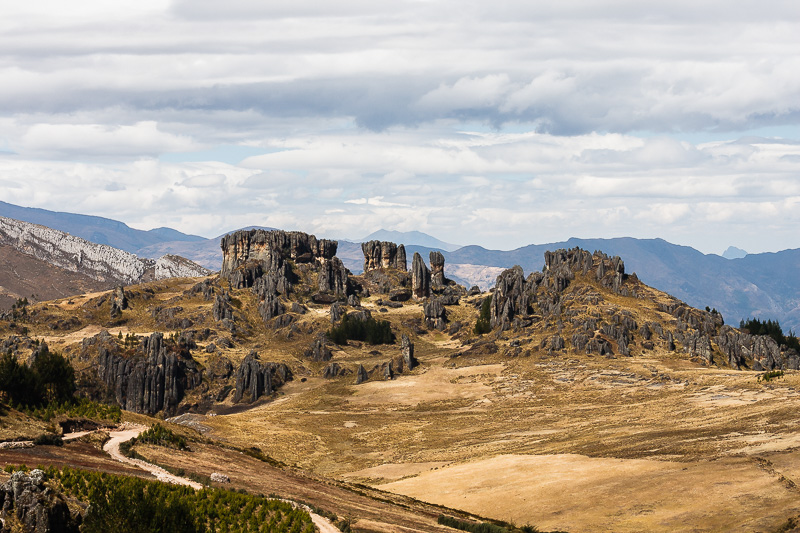
"Los Frailones", formations rocheuses de Cumbe Mayo